# کنی مارچنت
کنی ایثن مارچنت (به انگلیسی: Kenny Ewell Marchant) زادهٔ ۲۳ فوریهٔ ۱۹۵۱، سیاستمدار جمهوری‌خواه آمریکایی است که نمایندگی حوزهٔ ۲۴ ایالت تگزاس را در مجلس نمایندگان ایالات متحده آمریکا از سال ۲۰۰۵ تا ۲۰۲۱ برعهده داشت.
او پیش‌تر در مجلس نمایندگان تگزاس (از ۱۹۸۷ تا ۲۰۰۱) فعالیت داشت و همچنین از ۲۰۰۱ تا ۲۰۰۴ عضو شورای مالی و امور مالیاتی تگزاس بود.

#### تحصیلات و پیشینه حرفه‌ای
مارچنت در دانشگاه ایالتی تگزاس در دنون تحصیل کرد و مدرک کارشناسی در رشته مدیریت کسب‌وکار را دریافت کرد. پیش از ورود به سیاست، در حوزهٔ املاک فعالیت می‌کرد.

#### فعالیت‌های سیاسی
او به‌عنوان یکی از اعضای محافظه‌کار حزب جمهوری‌خواه، از حامیان سیاست‌های مالیاتی محدود و کوچک‌سازی دولت فدرال بود. وی همچنین عضو کمیته خدمات مالی مجلس نمایندگان آمریکا و نایب‌رئیس کمیته فرعی در امور مالیاتی بود.
مارچنت در اوت ۲۰۱۹ اعلام کرد که در انتخابات سال ۲۰۲۰ شرکت نخواهد کرد و از سمت خود بازنشسته شد.
در دورهٔ حضورش، او از معدود نمایندگانی بود که همواره امتیاز بالایی از سازمان‌های محافظه‌کار دریافت می‌کرد.